# Kléber Fiolet
Pour les articles homonymes, voir Fiolet.
Kléber Fiolet est un nageur et joueur de water-polo français né le 12 août 1880 à Lille et mort le 10 septembre 1958 à Lezennes. 

## Carrière
Kléber Fiolet, membre des Pupilles de Neptune de Lille, remporte la médaille de bronze du tournoi de water-polo aux Jeux olympiques de 1900 à Paris. Lors de ces Jeux, il est aussi aligné sur le 200 mètres dos.
Il s'implique dans le sport local, étant notamment dirigeant de la Ligue départementale de football et développant la boxe nordiste dans les années 1930.